# أشرف خضر
أشرف خضر مواليد (21 فبراير 1993) بولاية المهدية في الجمهورية التونسية و هو لاعب كرة يد تونسي يشغل خطة ظهير أيسر ويحذق أيضا اللعب في خطة صانع ألعاب ويتقمص حالياً زي فريق الترجي الرياضي التونسي.

## مسيرته
بدأ أشرف مشواره الرياضي مع أكابر نادي مكارم المهدية التونسي(فرع كرة اليد) بداية من الموسم الرياضي لسنتي 2012/2013 و ساهم بشكل بارز في بلوغ فريقه نهائي البطولة العربية للأندية البطلة لكرة اليد سنة 2014  ثم انتقل إلي نادي الأهلي القطري في موسم 2015/2016 ليخوض معه أول تجربة إحترافية له والتي دامت لمدة ثلاث سنوات.
و من ثم يعود إلى الدوري التونسي لكرة اليد و تحديداً إلى نادي الترجي الرياضي التونسي في فترة الانتقال الشتوي لموسم 2017/2018 و من ثم لينتقل إلى نادي السلط لكرة اليد سنة 2020 و يقوده للتتويج بلقب الدوري الأردني لكرة اليد.